# Championnat d'Espagne de football 2001-2002
Navigation
Championnat d'Espagne 2000-2001 Championnat d'Espagne 2002-2003
Le Championnat d'Espagne de football de Primera División 2001-2002 est la 71e édition de ce championnat.

## Classement
| Rang | Équipe                 | Pts | J  | G  | N  | P  | Bp | Bc | Diff |
| ---- | ---------------------- | --- | -- | -- | -- | -- | -- | -- | ---- |
| 1    | Valence CF             | 75  | 38 | 21 | 12 | 5  | 51 | 27 | +24  |
| 2    | Deportivo La Corogne C | 68  | 38 | 20 | 8  | 10 | 65 | 41 | +24  |
| 3    | Real Madrid T S C1     | 66  | 38 | 19 | 9  | 10 | 69 | 44 | +25  |
| 4    | FC Barcelone           | 64  | 38 | 18 | 10 | 10 | 65 | 37 | +28  |
| 5    | Celta de Vigo          | 60  | 38 | 16 | 12 | 10 | 64 | 46 | +18  |
| 6    | Real Betis P           | 59  | 38 | 15 | 14 | 9  | 42 | 34 | +8   |
| 7    | Deportivo Alavés       | 54  | 38 | 17 | 3  | 18 | 41 | 44 | -3   |
| 8    | Séville FC P           | 53  | 38 | 14 | 11 | 13 | 51 | 40 | +11  |
| 9    | Athletic Bilbao        | 53  | 38 | 14 | 11 | 13 | 54 | 66 | -12  |
| 10   | Málaga CF              | 53  | 38 | 13 | 14 | 11 | 44 | 44 | 0    |
| 11   | Rayo Vallecano         | 49  | 38 | 13 | 10 | 15 | 46 | 52 | -6   |
| 12   | Real Valladolid        | 48  | 38 | 13 | 9  | 16 | 45 | 58 | -13  |
| 13   | Real Sociedad          | 47  | 38 | 13 | 8  | 17 | 48 | 54 | -6   |
| 14   | Espanyol de Barcelone  | 47  | 38 | 13 | 8  | 17 | 47 | 56 | -9   |
| 15   | Villarreal CF          | 43  | 38 | 11 | 10 | 17 | 46 | 55 | -9   |
| 16   | RCD Majorque           | 43  | 38 | 11 | 10 | 17 | 40 | 52 | -12  |
| 17   | CA Osasuna             | 42  | 38 | 10 | 12 | 16 | 36 | 49 | -13  |
| 18   | UD Las Palmas          | 40  | 38 | 9  | 13 | 16 | 40 | 50 | -10  |
| 19   | CD Tenerife P          | 38  | 38 | 10 | 8  | 20 | 32 | 58 | -26  |
| 20   | Real Saragosse         | 37  | 38 | 9  | 10 | 19 | 35 | 54 | -19  |

Qualifications européennes
Ligue des champions 2002-2003
- 1er, 2e et C1 : phase de groupes
- 4e : 3e tour de qualification

Coupe UEFA 2002-2003
- 5e, 6e et 7e : 1er tour

Coupe Intertoto 2002
- 10e : 3e tour
- 15e : 2e tour

Relégation
- 18e, 19e et 20e : relégation en Segunda División

Abréviations
- T : Tenant du titre
- C : Vainqueur de la Coupe du Roi 2001-2002
- S : Vainqueur de la Supercoupe d'Espagne 2001
- C1 : Vainqueur de la Ligue des champions 2001-2002
- P : Promus de Segunda División

## Statistiques individuelles
Avec 21 buts, Diego Tristán remporte le Trophée Pichichi du meilleur buteur.

### Meilleurs buteurs
|   | Buteur             | Club                 | Buts | Pen. | C.F |
| - | ------------------ | -------------------- | ---- | ---- | --- |
| 1 | Diego Tristán      | Deportivo La Corogne | 21   | 2    | 0   |
| 2 | Patrick Kluivert   | FC Barcelone         | 18   | 3    | 0   |
| 2 | Fernando Morientes | Real Madrid          | 18   | 0    | 0   |
| 3 | Javier Saviola     | FC Barcelone         | 17   | 0    | 0   |
| 3 | Catanha            | Deportivo La Corogne | 17   | 1    | 0   |
| 3 | Raúl Tamudo        | Espanyol Barcelone   | 17   | 4    | 0   |
| 4 | Ismael Urzaiz      | Athletic Bilbao      | 16   | 1    | 0   |
| 5 | Albert Luque       | RCD Majorque         | 14   | 0    | 0   |
| 5 | Raúl               | Real Madrid          | 14   | 0    | 0   |
| 5 | Fernando Fernández | Real Valladolid      | 14   | 4    | 0   |
| 5 | Víctor             | Villarreal CF        | 14   | 4    | 1   |
| 5 | Nacho González     | Las Palmas           | 14   | 4    | 0   |

### Meilleurs passeurs
|   | Passeurs            | Club                 | Passes |
| - | ------------------- | -------------------- | ------ |
| 1 | Juan Carlos Valerón | Deportivo La Corogne | 14     |
| 2 | Aleksandr Mostovoi  | Celta Vigo           | 13     |
| 3 | Javier de Pedro     | Real Sociedad        | 12     |
| 4 | Patrick Kluivert    | FC Barcelone         | 11     |
| 5 | Víctor Sánchez      | Deportivo La Corogne | 9      |
| 5 | Pablo Aimar         | Valence CF           | 9      |
| 6 | Kily González       | Valence CF           | 8      |
| 6 | Raúl                | Real Madrid          | 8      |
| 6 | Víctor              | Villarreal CF        | 8      |

- Source : football-lineups.com

## Bilan de la saison
| Tableau d'Honneur                 |                      |
| Compétition                       | Vainqueur            |
| Championnat d'Espagne de football | Valencia CF          |
| Coupe d'Espagne de football       | Deportivo La Corogne |

| Promotions et relégations    |                                                    |
| Relégués en Segunda División | UD Las Palmas CD Tenerife Real Saragosse           |
| Promus en Primera División   | Atlético Madrid Racing Santander Recreativo Huelva |